# Gaetano Angelo Antonio Maruccia
Gaetano Angelo Antonio Maruccia (Taranto, 5 febbraio 1957) è un generale italiano insignito di Croce d'oro al merito dell'Arma dei carabinieri.

## Biografia
Il generale Maruccia si è arruolato nell'Arma dei Carabinieri nel 1977, ha frequentato il 159º corso dell'Accademia militare di Modena e successivamente il corso di applicazione alla Scuola ufficiali carabinieri.
Si è laureato in scienze politiche, scienze delle pubbliche amministrazioni, scienze internazionali e diplomatiche e scienze della sicurezza interna ed esterna presso l'Università degli Studi di Catania. Con il grado di tenente, è stato in Sardegna, prima comandante di plotone presso la scuola carabinieri di Iglesias, poi comandante della tenenza di Villacidro dal 1981 al 1984. Successivamente ha continuato l'esperienze territoriale, col grado di capitano, quale comandante delle compagnie di Montecatini Terme dal 1984 al 1989 e Ostia dal 1989 al 1991. Conseguito il grado di maggiore, ha ricoperto diversi incarichi nell'ambito dell'ufficio operazioni del comando generale dell'Arma dal 1991 al 1995, fino alla promozione a tenente colonnello, quando è stato destinato al comando provinciale di Pisa dal 1995 al 1999.
Rientrato al comando generale dell'Arma, ha ricoperto l'incarico di capo sala operativa, e successivamente alla promozione a colonnello, gli è stato affidato l'incarico di capo ufficio piani e polizia militare e, in seguito di capo ufficio operazioni dal 1999 al 2003. Quindi ha retto i comandi provinciali di Catania dal 2003 al 2005 e di Napoli dal 2005 al 2009. Dal 2009 col grado di Generale di brigata è stato a capo del II reparto "impiego delle forze" del comando generale dell'Arma, per assumere poi nel luglio 2012 il comando della legione Carabinieri "Lazio".
Dal luglio 2015, con il grado di Generale di divisione, ha retto l'incarico di sottocapo di stato maggiore.
Promosso generale di corpo d'armata, è stato al vertice del Comando interregionale carabinieri "Pastrengo", fino a quando il consiglio dei ministri il 16 marzo 2020 lo ha nominato Vice comandante generale dell'Arma dei Carabinieri carica che ha mantenuto fino al 20 marzo 2021 quando è stato sostituito dal generale Enzo Bernardini. Termina la carriera come comandante del Comando delle unità mobili e specializzate carabinieri "Palidoro".